# Monsters of Grace

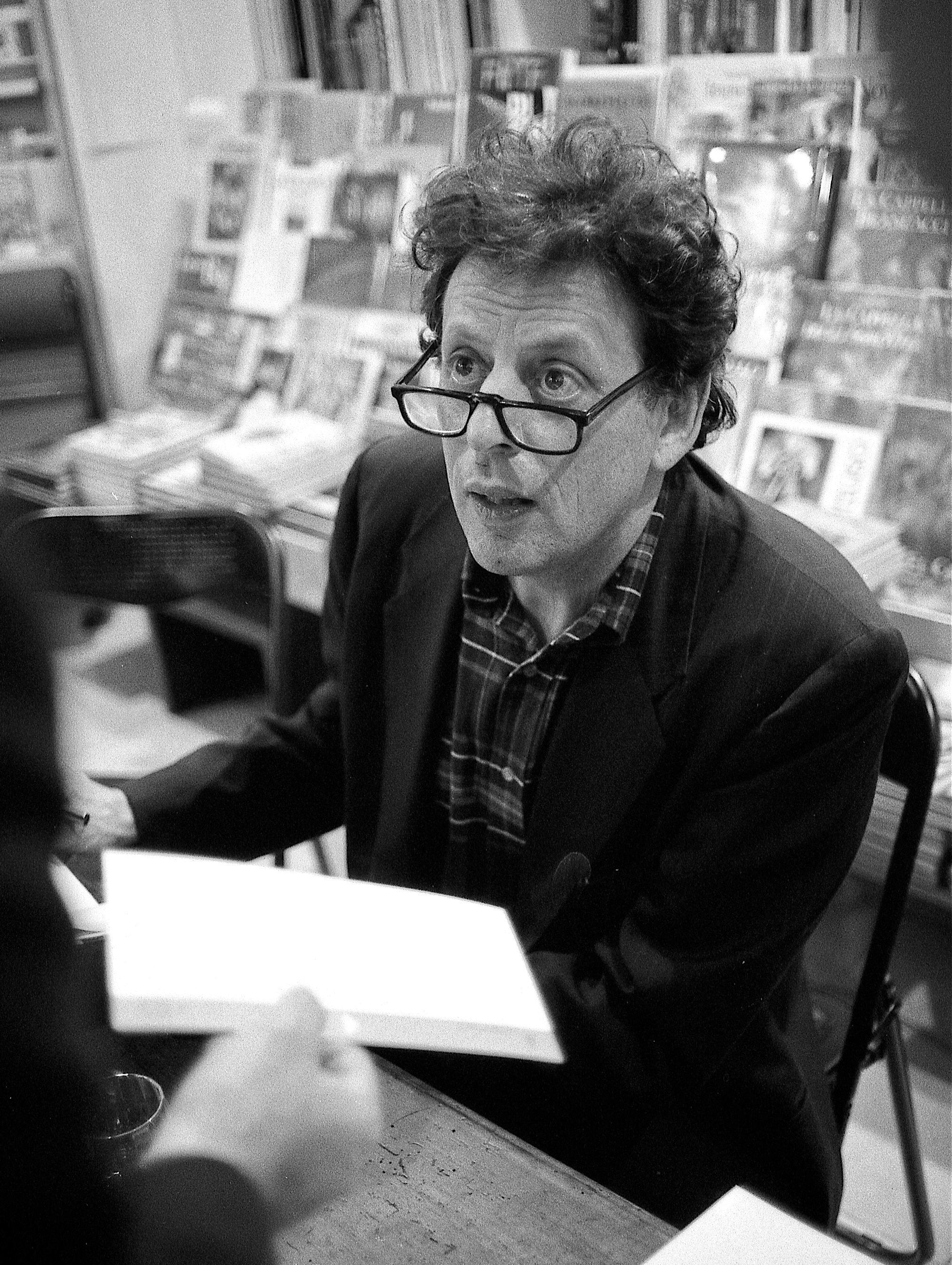
Philip Glass

Monsters of Grace är en amerikansk opera i tre dimensioner (1 akt i 13 scener) av Robert Wilson med musik av Philip Glass och libretto av Coleman Barks efter verk av den persiske poeten Jalal al-din Rumi (1207-1273). Titeln hämtade Wilson från en av prins Hamlets tirader i Shakespeares tragedi Hamlet: "Angels and ministers of grace defend us!" (Akt I, scen IV).

## Historia
Monsters of Grace var det första samarbetet mellan Wilson och Glass sedan the CIVIL warS (1984). Verket är representativt för Glass många spektakulära konstverk från mitten och slutet av 1990-talet. Verket hade premiär den 15 april 1998 i Royce Hall på University of California i Los Angeles och framfördes av PGE (Philip Glass Ensemble).

## Handling
Verket varvade inspelade filmavsnitt med liveframförande av sångarna. Publiken bar polariserade glasögon för att kunna se den animerade film som samtidigt visades ovanför sångarna och musikerna genom hela föreställningen: Ett landskap visar hus och träd. En pojke cyklar på en enhjuling, skenbart rakt ut i publiken innan han försvinner nedför ett osynligt stup. Närbilder på en avskuren hand, ett bord och glas som försvinner upp i rök ger illusionen att publiken kan sträcka ut sina händer och ta på sakerna. I liveavsnitten är tempot långsamt och stelt. Koreograferade scener dominerar. En kvinna skvätter vatten från ett akvarium, en man går på styltor. Allt framförs av fyra sångare (sopran, mezzosopran och två barytonsångare och en ensemble bestående av två flöjter och tenorsax.